# Leopold Gressenbauer
Leopold Gressenbauer (* 21. Juni 1931 in Leonstein; † 30. Oktober 1988 in Reichraming) war ein österreichischer Landwirt und Politiker (SPÖ). Von 1967 bis zu seinem Tod war er Abgeordneter zum Oberösterreichischen Landtag.

## Leben
Leopold Gressenbauer, Sohn eines Landwirts, erlernte nach dem Besuch der Pflichtschulen den Beruf des Fassbinders, den er zunächst auch ausübte, bevor er selbst Bauer wurde. Er war seit 1957 verheiratet und hatte mit seiner Frau Josefa drei Töchter. Ab 1961 war Gressenbauer im landwirtschaftlichen Sozialversicherungswesen tätig.
Gressenbauer war passionierter Jäger und Präsident des Jagdschützenclubs Steyrtal-Leonstein. Er verunglückte 1988 im Reichraminger Hintergebirge bei einem Jagdausflug nahe dem „Wilden Graben“.

## Politisches Wirken
1956 trat Gressenbauer, dessen Vater bereits als Bürgermeister der Gemeinde Grünburg politisch aktiv war, der SPÖ und dem Arbeiterbauernbund bei. Er wurde Mitglied des Bezirksparteivorstandes von Kirchdorf sowie Landesobmann und stellvertretender Bundesobmann des Arbeiterbauernbundes. 1961 wurde er zum Vizebürgermeister der Gemeinde Grünburg gewählt. Von 1967 bis 1988 war Gressenbauer Mitglied des Oberösterreichischen Landtags, wo er den Ausschüssen für volkswirtschaftliche Angelegenheiten, Verfassung und Verwaltung sowie dem Immunitäts- und Unvereinbarkeitsausschuss angehörte. Ebenfalls ab 1967 war er Kammerrat in der Landwirtschaftskammer Oberösterreich. Daneben war Gressenbauer Obmann-Stellvertreter des oberösterreichischen Landmaschinenfonds.

## Auszeichnungen
- Ökonomierat[2]